# Économie de la Namibie
L'économie de la Namibie est stable et ouverte qui repose principalement sur ses ressources minières. Du fait de la faiblesse de son marché intérieur, elle est très dépendante de son commerce extérieur ce qui la rend très dépendante de l'économie sud-africaine. Par ailleurs comme l'économie namibienne n'est guère diversifiée, elle est donc fortement exposée aux fluctuations des cours des matières premières. Elle reste confrontée à de grosses disparités sociales issues de l'apartheid subie lors de l'occupation de l'Afrique du Sud. Par ailleurs, la pandémie de sida qui sévit en Namibie est un réel frein pour son développement économique.

## Structure économique

### Secteur primaire

#### Agriculture

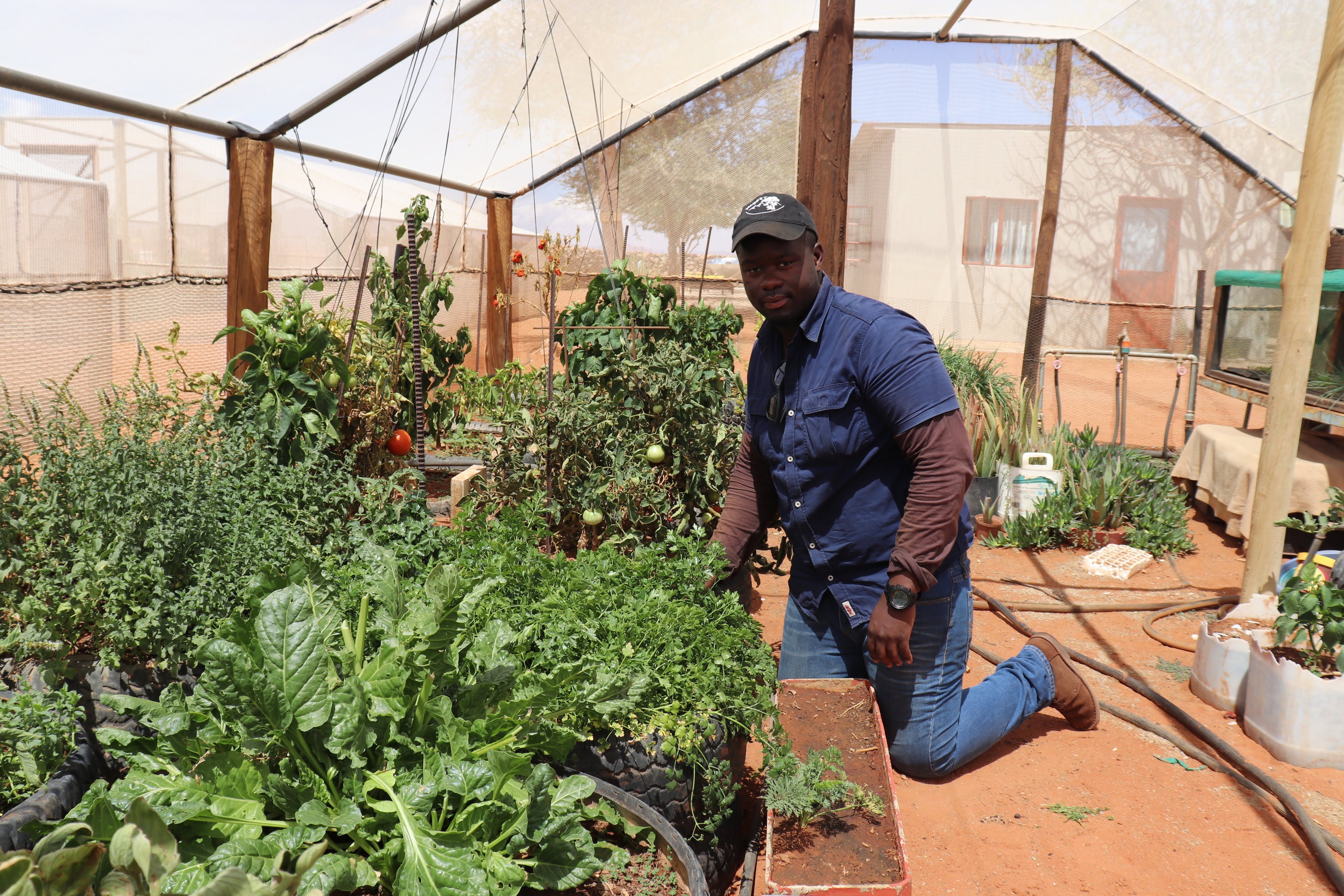
Cultures légumières sous abri.

L'agriculture commerciale emploie environ 50 % des Namibiens mais ne contribue que pour 5 % du PIB. Elle est dominée par l'élevage qui se répartit principalement en élevage bovin (entre 1,8 et 2,5 million de têtes) principalement situé au nord-est et au centre du pays alors que l'agriculture ovine (entre 3 et 4 millions de têtes) se situe principalement dans les régions sèches du sud. Les principales cultures sont le maïs, le millet (nord), et le coton.

#### Pêche
La pêche est un important apport de richesse pour la Namibie mais extrêmement cyclique puisqu'elle est influencée par les conditions météorologiques, les prix de l’énergie et le taux de change. Ainsi elle comptait pour environ 4 % du PIB en 1991 et pour environ 8 % en 1994 et 6 % en 2006. Avant l'indépendance, la pêche était une industrie extrêmement florissante. À la suite du flou de l'indépendance, les côtes namibiennes ont été surexploitées illégalement par des flottilles étrangères, souvent espagnoles. Mais depuis, grâce à l'instauration d'une zone économique exclusive de 200 miles des côtes namibiennes et la traque des flottilles illégales, les réserves se sont reconstituées de façon significative. Cependant, certaines mesures ont été ordonnées récemment pour protéger certaines espèces (merlu). Les principales espèces prélevées sont : colin, merlu, chinchard et des sardines, ainsi que de la langouste (Lüderitz) et du crabe.
| Tonnage de poisson (en milliers)                          | 2001  | 2002  | 2003  | 2004  | 2005  |
| --------------------------------------------------------- | ----- | ----- | ----- | ----- | ----- |
| sardine                                                   | 10,7  | 4,2   | 22,3  | 28,6  | 25,1  |
| Merlu                                                     | 173,3 | 154,6 | 189,3 | 173,9 | 158,1 |
| Thon rouge                                                | 315,2 | 359,2 | 360,5 | 310,4 | 327,7 |
| Baudroie (lotte)                                          | 12,4  | 15,2  | 13,1  | 9,0   | 10,5  |
| Abadèche                                                  | 6,6   | 7,2   | 6,6   | 7,1   | 5,6   |
| Thon                                                      | 3,2   | 2,8   | 3,4   | 3,6   | 3,7   |
| Langouste                                                 | 0,37  | 0,36  | 0,27  | 0,21  | 0,25  |
| Autres espèces                                            | 33,1  | 79,8  | 35,6  | 34,4  | 21,4  |
| Total                                                     | 549,9 | 623,4 | 631,1 | 567,1 | 552,2 |
| Sources:' Ministère de la pêche et des ressources marines |       |       |       |       |       |

Les ventes de poissons de la Namibie représentent 30 % de ses recettes d'exportation, qui sont estimées à 350 millions de dollars. La plupart des poissons pêchés en Namibie sont exportés vers l’Espagne, même si le pays cherche à trouver de nouveaux débouchés en Asie, en particulier pour des espèces telles que l’ormeau.
Les flottilles de pêche sont en grande partie sous contrôle étranger; mais sous l'impulsion gouvernementale, cette situation évolue vers une flottille locale ("discrimination positive").

#### Mines
L'industrie minière (diamant, cuivre, plomb, zinc, uranium...).[pas clair] La Namibie est devenue le quatrième pays africain exportateur de minerais et le quatrième producteur mondial d'uranium) entre dans quelque 9 % du PIB principalement due à l’extraction de diamants, qui représente environ 13 % du PIB en 2014(7e producteur mondial en valeur en 2005).

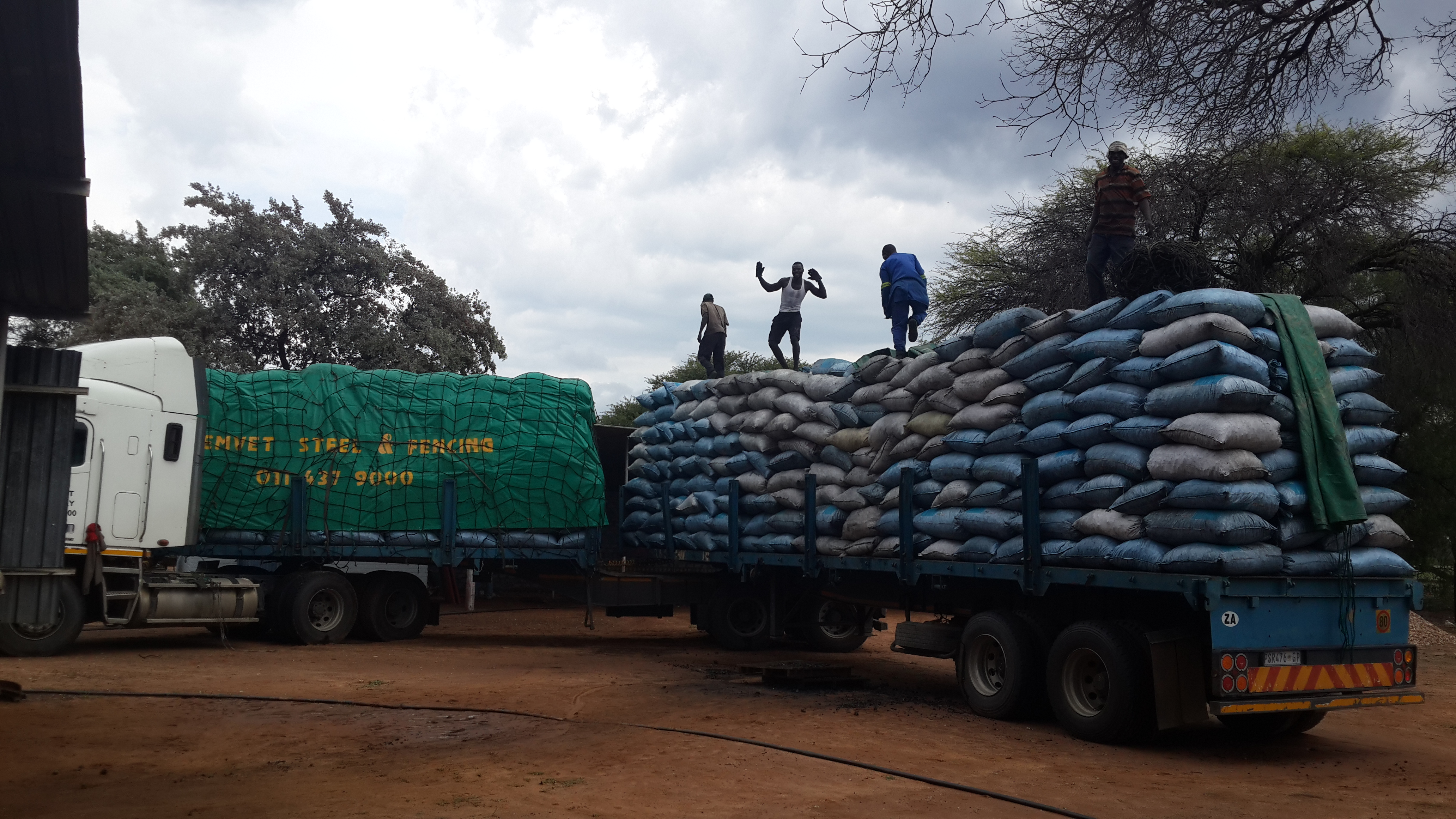
Production de charbon de bois.

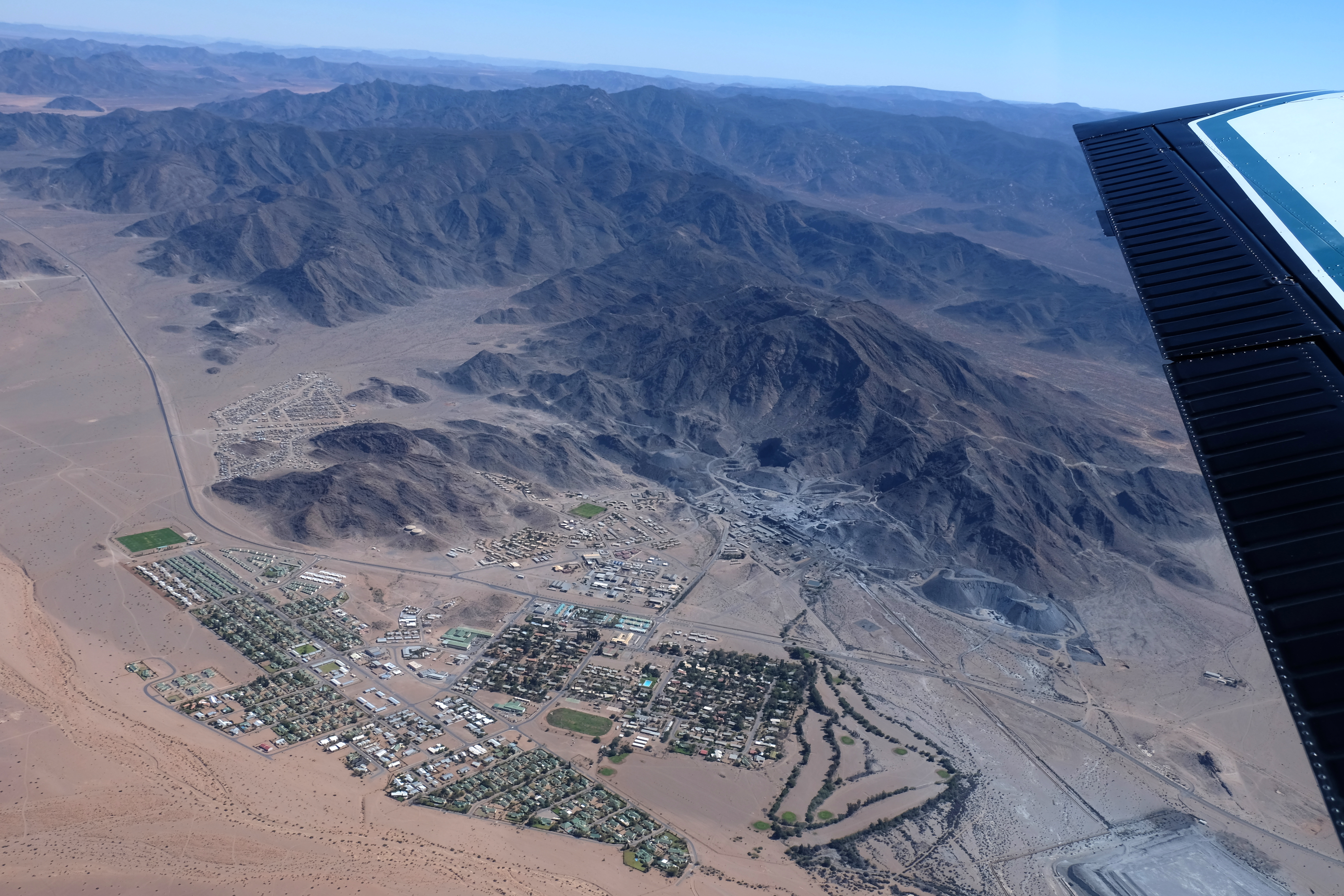
Vue aérienne de Rosh Pinah.

L'extraction des diamants est la principale source de revenus de la Namibie avec (45 % des exportations dont 36 % pour les diamants). La taille et le polissage des diamants participent également à l’activité économique. NamDeb, entreprise d’économie mixte détenue à parts égales par l’État namibien et De Beers, est le numéro un du secteur. L'extraction de diamants en Namibie se caractérise par une extraction à la fois on-shore (environ 1 million de carats extraits on shore en 2006) et off-shore (environ 1 million de carats extraits off-shore en 2006).
Parmi les diverses autres mines hors diamant, citons Ongopolo (cuivre, qui a rouvert vers 2000 sous une nouvelle direction), Rosh Pinah (zinc), Skorpion (2003/04). Concernant l'extraction d'uranium, il existe trois gisements.
La Namibie est le quatrième exportateur de minéraux non combustibles d'Afrique, le quatrième producteur mondial d'uranium et un producteur important de plomb, de zinc, d'étain, d'argent et de tungstène. En 2020, le pays a produit 11 % de l'uranium mondial, ce qui en fait le deuxième producteur mondial d'uranium après le Kazakhstan.
La mine d'uranium de Rössing devrait opérer à pleine capacité, alors que Langer Heinrich lancera bientôt sa production. Un troisième gisement construit à Trekkopje est contrôlé par Areva UraMin (entreprise canadienne rachetée par Areva) qui a l'objectif d'en faire l'une des plus grandes mines d'uranium.
Le gisement de gaz de Koudou a été découvert en 1973 dans la partie septentrionale de la Namibie à environ 170 km d'Oranjemund.

### Secteur secondaire
Le secteur manufacturier a connu une croissante moyenne de 3 % l'an depuis 1996. Il s'agit d'un secteur extrêmement volatil dû au fait que plus de 70 % est lié à l'agriculture et à la pêche. En moyenne, il occupe près de 6 % de la population active namibienne.
En 2002, la transformation des produits de la pêche employait environ 9 000 salariés travaillant dans quelque 16 usines.

### Secteur tertiaire
Le secteur tertiaire contribue pour environ 25 % du PIB en 2004. Il s'agit du secteur qui enregistre sur les dernières années environ 5 % de croissance annuelle.

#### Services financiers
En 1993, les premiers dollars namibiens sont mis en circulation mais l'unité monétaire reste le rand sud-africain dont les billets continuent à avoir cours légal dans le pays.
Les services financiers sont relativement bien développés et étroitement lié à l'Afrique du sud. Ils comprennent principalement cinq banques commerciales, la Banque agricole de Namibie qui est détenue par l'État, la Caisse d'épargne de la poste, plusieurs banques d'affaires, et divers organismes financiers non bancaires comme des compagnies d'assurances, des fonds de pension et des fonds de placement sur le marché monétaire.
Toutes les banques commerciales sont privées et leurs capitaux proviennent en grande partie d'Afrique du Sud. L'une d'elles, la Standard Bank of Namibia, est détenue à 100 pour cent par des intérêts sud-africains. La Banque commerciale de Namibie est principalement aux mains d'intérêts sud-africains, français et allemands. Deux banques sont détenues par des capitaux namibiens, la Bank Windhoek (56,4 pour cent) et la City Savings and Investment Bank (46,5 pour cent; cette banque a fusionné récemment avec une société de prêts à la construction, SWABOU). La First National Bank et la Standard Bank représentent presque les deux tiers du marché bancaire.
La bourse namibienne a introduit en 1998 un système de transactions par voie électronique. Elle est reliée aux opérations en capital effectuées à Johannesbourg et gérée par la bourse de Johannesbourg et, par conséquent, a adopté en 2002 les mêmes systèmes de transactions et d'information qu'elle.
Le marché namibien de l'assurance comprend plusieurs compagnies d'assurances privées, détenues principalement par des intérêts sud-africains, qui offrent une large gamme de services. Deux sociétés d'assurance, Sanlam et Old Mutual, ont été démutualisées en 1999. La Namibia National Reinsurance Corporation (NamibRe), qui appartient à l'État, a été créée en 1998. Les compagnies d'assurances doivent se réassurer auprès de NamibRe.
Les fonds de pension et les caisses d'assurances doivent maintenir au minimum 35 pour cent de leurs investissements sur le territoire namibien.

#### Tourisme

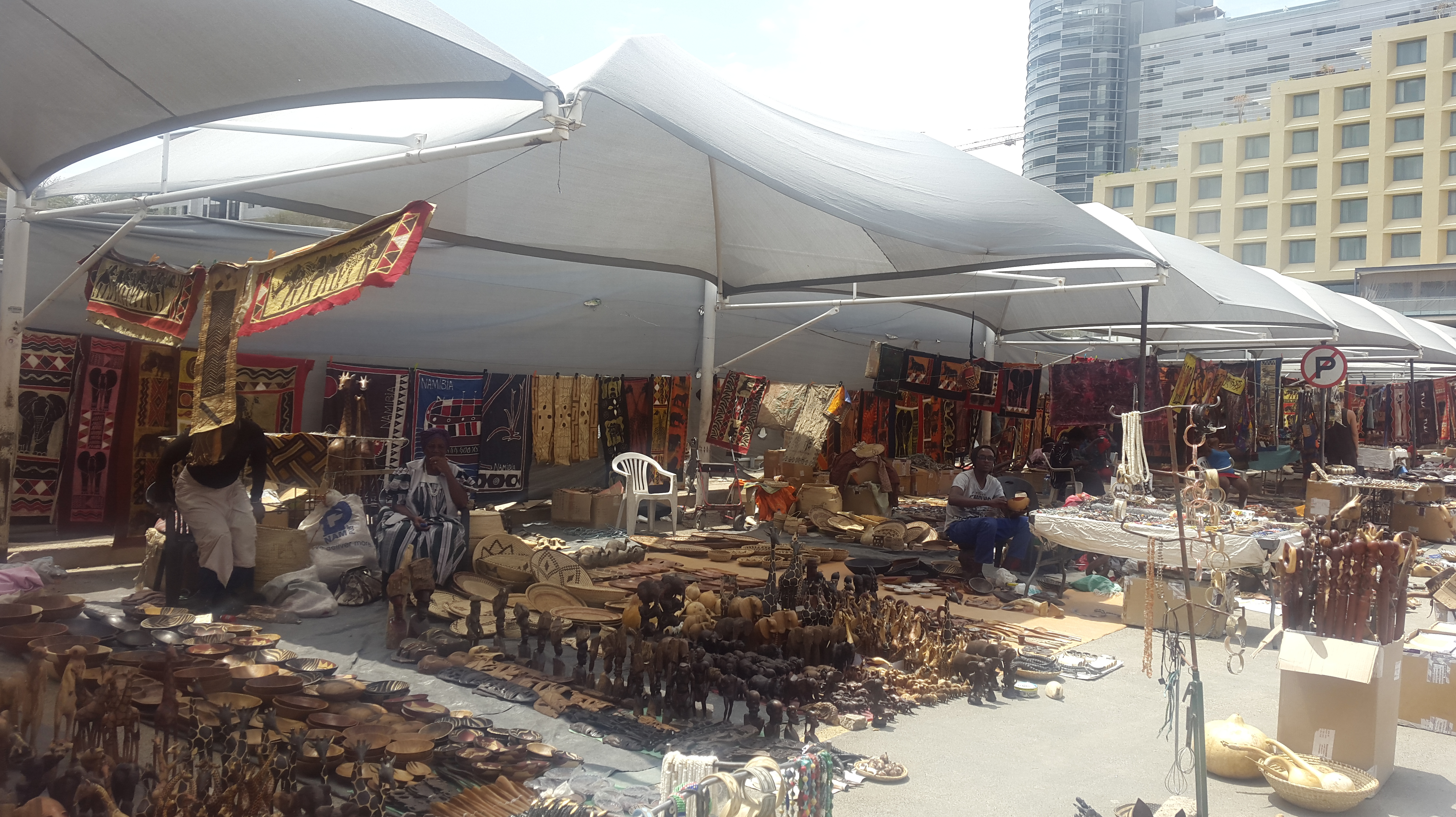
Marchands de souvenirs à Windhoek

Parmi les services, le tourisme est un important contributeur de devises et un important moteur de l'économie. Le tourisme (hôtellerie et restauration en tête) représente 2 % du PIB et 3,4 % de l’emploi total en 2004 (uniquement 0,7 % de l'emploi en 1997). Sa contribution indirecte équivaudrait à 16 % du PIB et à 17,7 % de l’emploi total. Le nombre de touristes est passé d'environ 400 000 en 1995 à 670 000 en 2001. La plupart d'entre eux (environ 80 % en 2001) viennent d'Afrique, en particulier d'Afrique du Sud (36 %) et d'Angola (36 %) ; les autres sont principalement originaires d'Europe (17 %), notamment d'Allemagne (8 %).
Les investissements y sont importants et les prévisions font état d'une croissance annuelle de 10 %. Le gouvernement estime que le tourisme fournira dans l'avenir la plus grande partie du PIB. Pour atteindre cet objectif, le gouvernement augmente sensiblement les investissements liés au tourisme tout en ayant une démarche de tourisme responsable.

## Infrastructures

### Transport

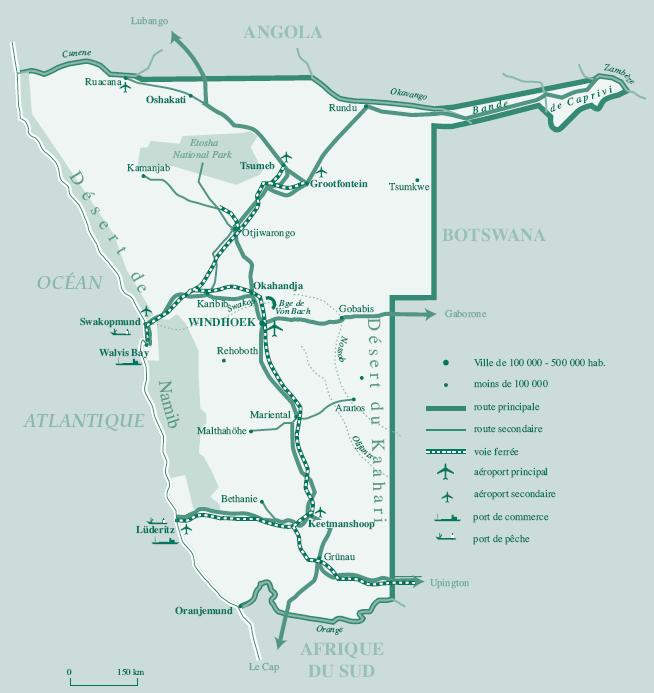
Infrastructures de transport en Namibie

La Namibie a hérité de très bonnes infrastructures de son occupation par l’Afrique du Sud. Les routes liant les principales villes sont goudronnées. Les routes secondaires sont généralement des pistes. Les routes se décomposent ainsi en 65 000 km de routes dont 5 400 bitumées.
Le réseau ferré comprend 2 380 km de voies qui sont essentiellement utilisées pour le transport des ressources minières.
En juillet 2006, a été mise en service la nouvelle ligne de chemin de fer longue de 246,5 kilomètres Ondangwa-Tsumeb, deux villes du Nord du pays pour le transport de marchandises et de passagers. La deuxième phase du projet d'extension devrait voir l'allongement de la ligne à d'autres villes du nord de la Namibie. À terme, la nouvelle ligne pourrait être raccordée au réseau ferroviaire du sud du territoire, pour ouvrir le sud de la Namibie aux centres dynamiques du nord, et à l'Angola.
Les principaux ports sont ceux de Walvis Bay et Lüderitz, Luderitz étant principalement un port de pêche et Walvis Bay combinant les fonctions de port de pêche et de marchandises. Luderitz a un trafic d'environ 200 000 tonnes par an, et Walvis Bay de quelque 2 millions de tonnes.
Le système aéroportuaire Namibien se décompose en l'aéroport international de Windhoek (470 000 passagers en 1998) et 10 aéroports secondaires.

### Électricité
La Namibie dépend pour 70 % de ses besoins en électricité de l'Afrique du Sud. Afin de remédier à ce frein économique, le gouvernement étudie différents projets. Le projet de barrage sur le fleuve Cunene (frontière avec l'Angola) a débuté en 1991 afin de répondre au double besoin en eau et électricité, mais ce projet a été ralenti en raison de divergences de vues avec l'Angola. Le gouvernement Namibien envisage également la réalisation d'une centrale nucléaire pour 2015-2020

### Eau
L'eau est une ressource rare en Namibie du fait de ses conditions climatiques particulièrement arides. Par conséquent, l'eau est à la fois importante pour satisfaire aux besoins d'une population croissant à un taux de 2,5 % l'an et pour l'industrie en particulier minière. Comme l'essentiel de l’eau disponible provient des eaux de pluie et le remplissage des nappes souterraines dépend de précipitations. Pour satisfaire les besoins, un réseau de stations de pompage et de barrages est utilisé pour collecter ou stocker l'eau (Calueque sur la Cunene, les barrages d’Hardap et de Naute, Ojiwero) et est relié afin d'acheminer l'eau vers les zones de population et les principales mines.

### Télécommunication
En 2007, la Namibie comptait 800 000 abonnés à la téléphonie mobile, soit 38,58 % de la population.

## Situation socio-économique

### Une société inégalitaire
Avec un revenu moyen par habitant quatre fois supérieur à la moyenne de l'Afrique subsaharienne, la Namibie se place à égalité avec certains pays d'Europe de l'Est aux revenus faibles et moyens. Mais derrière ce chiffre se cache l'une des répartitions de revenus les plus inégales au monde. Un pour cent des ménages, les plus riches consomme autant que 50 % des couches les plus pauvres de la population. Héritée de l'apartheid, cette répartition des revenus correspond au clivage racial. La minorité blanche, qui détient la plupart des terres et des grandes entreprises, est en haut de la pyramide des revenus, et la majorité noire en bas. Même s’il témoigne d’une légère amélioration, le coefficient de Gini reste très élevé : 0,6 en 2003-04 (0,707 en 1993-94).
Pour remédier à cette inégalité, une première réforme agraire du pays entre en vigueur le 6 septembre 1994. Limitée aux terres commerciales, le texte prévoit l'emploi de moyens coercitifs par le biais de l'expropriation et le rachat forcé des terres — au prix du marché cependant. Dans les faits, les terres exploitées par les Blancs étant sources de richesses et de devises importantes, la réforme n'est appliquée que timidement (en 2005 à peine 1 % de ces terres ont été reprises par des Noirs) car le gouvernement refuse qu'elles soient livrées à une agriculture de subsistance peu productive de type communal. La question du partage de la terre (4 000 fermiers blancs possèdent 44 % des terres agricoles) suscite des tensions, moins graves toutefois qu'au Zimbabwe. La formule consistant pour le gouvernement à racheter les terres pour les redistribuer à la population noire s'avère longue et coûteuse.

### Le problème du sida

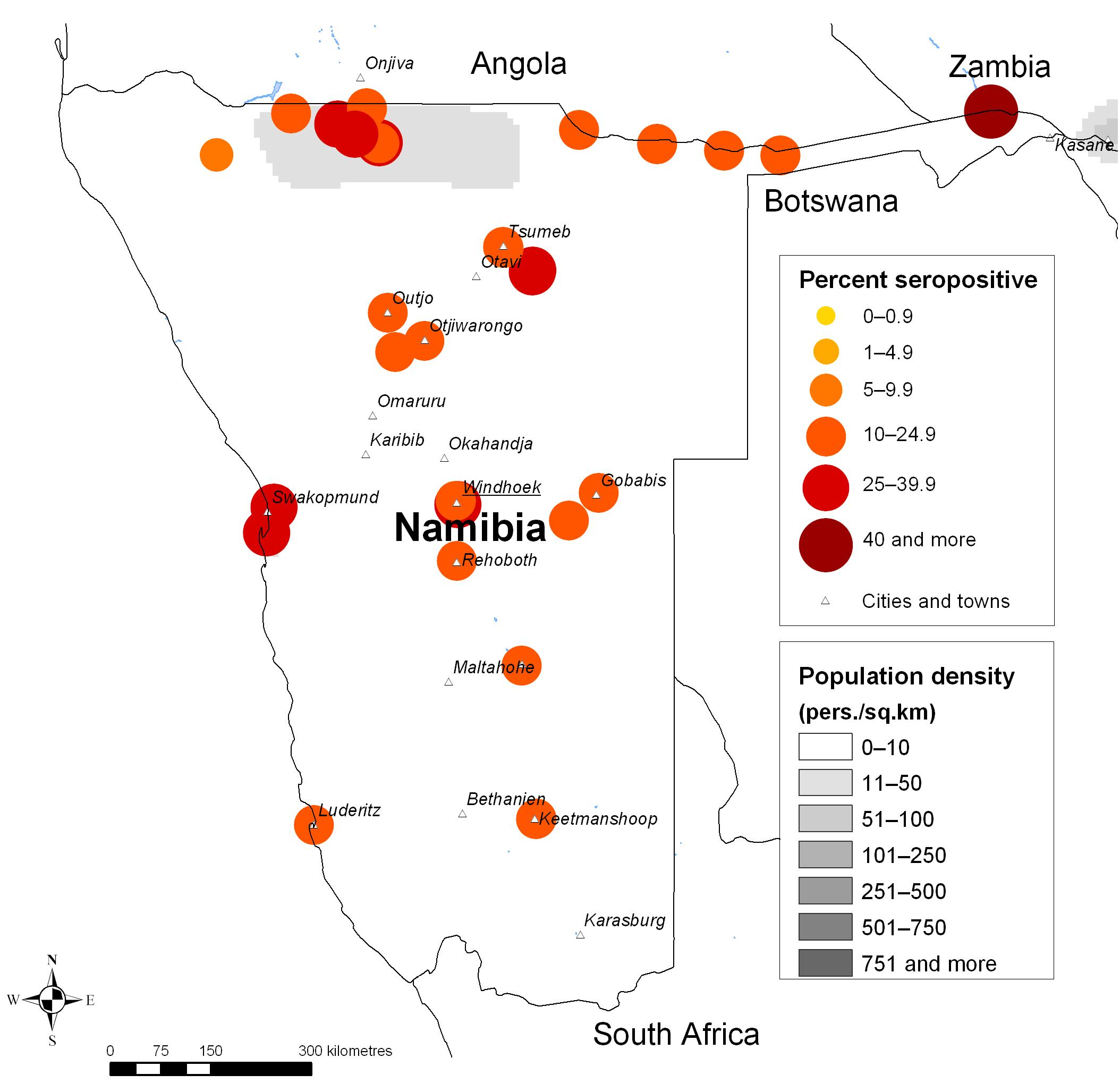
Carte de la contamination de sida en Namibie

Depuis le premier cas identifié en 1986, le VIH/sida est le plus grave problème auquel la société namibienne est confrontée, la Namibie étant l'un des 5 pays les plus touchés par le VIH/SIDA. Le taux de contamination est l’un des plus élevés au monde : 19.6 pour cent des adultes (groupe d’âge des 15-49 ans) sont séropositifs, d’après le rapport 2005 d’ONUSIDA. De plus, la même année, le sida a décimé un pour cent des Namibiens, devenant
ainsi la première cause de décès dans ce pays. L’espérance de vie à la naissance a chuté, passant de 61 ans en 1991 à 45 ans en 1998. Outre les aspects humains, l’épidémie a un coût socio-économique considérable. Les dépenses de santé directement consacrées au VIH/sida représentaient 1.8 pour cent des dépenses publiques en 1996 et 2.5 pour cent du PIB en 2000, soit 20 pour cent du budget de la santé. Le taux d’hospitalisation
des personnes contaminées a été multiplié par vingt entre 1993 et 1999. Une étude menée par le FMI évaluait la perte de croissante dû au VIH/sida à 1.1 point de pourcentage sur la période 2006-2011.
Aussi la lutte contre le SIDA est-elle une cause nationale. Elle bénéficie de l’aide financière internationale par habitant la plus importante au monde : 99 M€ par le Fonds Mondial pour la période 2005-2009 et plus de 55 M€ en 2006 au titre du PEPFAR, auxquels s’ajoute le soutien d’autres bailleurs présents dans le pays (Commission européenne, Nations unies, Allemagne, Pays-Bas, Danemark, Suède, Espagne et République tchèque).

## Coopération économique internationale

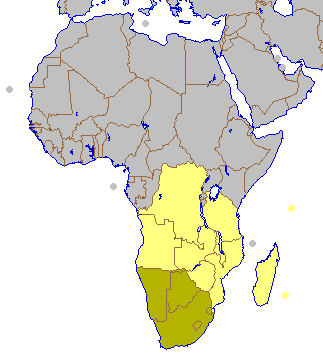
Membres de la SADC
Membres de la SADC et de l'Union douanière d'Afrique australe

La route transafricaine – l'autoroute Tripoli-Le Cap et le corridor trans-Kalahari – traverse la Namibie. Compte tenu de la taille réduite de son marché intérieur, mais de sa situation géographique favorable et de son excellent réseau de transport et de communication, la Namibie est un fervent défenseur de l'intégration économique régionale. Outre son appartenance à la Communauté de développement de l'Afrique australe (SADC), la Namibie fait actuellement partie de l'Union douanière d'Afrique australe (SACU), Communauté de développement de l'Afrique australe (SADC) Jusqu'en 2004, la Namibie faisait partie également du Marché commun de l'Afrique orientale et australe (COMESA). Il n'existe pas de droits de douane sur les marchandises produites et transportées entre ses membres. La Namibie est un bénéficiaire net des recettes de la SACU; sa contribution est estimée à 13,9 milliards de dinars namibiens en 2012.
La Namibie importe la quasi-totalité de ses marchandises d'Afrique du Sud. De nombreuses exportations sont également destinées au marché sud-africain ou transitent par ce pays. Les exportations namibiennes se composent principalement de diamants et autres minéraux, de produits de la pêche, de viande bovine et de produits carnés, de peaux de mouton karakul et de produits manufacturés légers. Ces dernières années, la Namibie a représenté environ 5 % du total des exportations de la SACU, et un pourcentage légèrement supérieur des importations.
La Namibie cherche à diversifier ses relations commerciales pour s'affranchir de sa forte dépendance aux biens et services sud-africains. L'Europe est devenue un marché majeur pour le poisson et la viande namibiens, tandis que les sociétés minières namibiennes ont acheté des équipements lourds et des machines. Le gouvernement namibien s'efforce de tirer parti de l'African Growth and Opportunity Act (AGOA), promu par les États-Unis, qui offrira un accès préférentiel aux marchés américains pour une longue liste de produits. À court terme, la Namibie devrait connaître une croissance de son industrie textile grâce à l'AGOA.